# Concatedral de San Pedro (Split)
La Concatedral de San Pedro o simplemente Concatedral de Split (en croata: Konkatedrala sv. Petar Apostola) es un templo católico que se encuentra en Split, en Croacia, y es el concatedral de la arquidiócesis de Split-Makarska.
La construcción de la Concatedral de San Pedro comenzó en diciembre de 1979 con la bendición de la primera piedra, traída de la antigua iglesia croata de San Pedro en Salona, y se terminó en 1980. La bendición del centro pastoral se celebró en 1983. la iglesia fue elevada a la co-catedral el 11 de mayo de 1987 por una decisión de la Santa Sede. El 27 de julio del mismo año, la iglesia fue dedicada oficialmente.